# Karry
Karry Auto est un constructeur automobile chinois, fondé par Chery Automobile en 2009 et spécialisé dans la production de véhicules utilitaires légers et de monospaces. C'est une filiale de Chery Commercial Vehicle (Anhui) Co. Ltd. et est basée à Wuhu, Anhui en Chine.